# 272e régiment de fusiliers motorisés de la Garde
Ne doit pas être confondu avec 272e régiment de fusiliers motorisés ou 272e régiment de fusiliers de la Garde.
Pour les articles homonymes, voir 272e régiment.
Le 272e régiment de fusiliers motorisés (en russe : 272-й гвардейский мотострелковый полк, abrégé 272 гв. мсп) est une unité de fusiliers motorisés de l'armée de terre russe, dissoute en 2009.
Sa filiation remonte à la Seconde Guerre mondiale, par la 24e brigade de fusiliers motorisés créée en 1942 et devenue la 4e brigade de fusiliers motorisés de la Garde du 2e corps de chars de la Garde.

## Historique
La 24e brigade de fusiliers motorisés est formée en avril-mai 1942 à Vorochilovgrad (Louhansk). Elle fait partie du 24e corps de chars, avec lequel elle participe notamment au raid de Tatsinskaïa du 16 au 28 décembre 1942. La brigade reçoit alors le titre d'unité de la Garde et est rebaptisée 4e brigade de fusiliers motorisés de la Garde tandis que le 24e corps devient le 2e corps de chars de la Garde.
En 1945, après la victoire sur l'Allemagne, le 2e corps de chars de la Garde devient la 2e division de chars de la Garde, et la brigade est réduite sous le nom de 4e régiment de fusiliers motorisés de la Garde. Le régiment est lui-même renommé 122e régiment mécanisé de la Garde en mai 1953.
Le 25 juin 1957, le régiment prend le nom de 272e régiment de fusiliers motorisés de la Garde, toujours au sein de la 2e division de chars de la Garde. En avril 1968, la 2e division quitte le district militaire de Léningrad et le 272e régiment passe à la 41e division de chars, à Choyr en Mongolie.
Réduit à une base de stockage en 1990, le régiment est recréé au sein de la 2e division de chars de la Garde en janvier 1991, restant une unité de stockage. Il est redéployé en décembre 1997 comme régiment de préparation au combat, dans la ville de Borzia, par transformation de la 168e brigade de fusiliers motorisés (en) dissoute.
Le régiment est dissous en 2009 pour renforcer la nouvelle 36e brigade de fusiliers motorisés, qui s'installe à Borzia.